# Richard Müller
Pour les articles homonymes, voir Müller et Richard Müller (homonymie).
Richard Müller est un chanteur, musicien et innovateur de la musique pop électronique slovaque. Il est né le 6 septembre 1961 à Hlohovec en Slovaquie..

## Biographie
Il est né dans une  famille d'acteurs, ses parents et notamment son père Vladimir Müller (une "légende" en Slovaquie) étaient des acteurs de premier plan.

### Les débuts
Richard Müller est promu en 1985, à la Faculté du film, (dramaturgie et scénariste) de la Grande École (VŠVU) de Bratislava. Il publie, au cours de ses études, des journaux comme : "Populaire" et le magazine "Gramorevue", puis il travaille comme journaliste pour la rubrique musique. Pour son premier enregistrement "Radio", il chante avec le groupe "Burčiak" du chef Pavel Daněk. Cette chanson sera une réussite fantastique  dans le  "hit parade 5xP" de la télévision. Puis, en 1984 Richard Müller fonde avec Martin Karvaš son propre groupe "Banket" (Banquet). Ils réaliseront leur premier album "Bioélectrovision" en 1986, où Richard Müller chante un tube immortel "Po schodoch (Dans l'escalier) de l'auteur compositeur Vašo Patejdl.
Il passe le premier concours public de la chanson pour le prix "Lyre de Bratislava" en 1984 avec la chanson "Nespoznaný" (Non identifié). Cette même année, il effectue son service militaire obligatoire avec l'ensemble militaire artistique Slovaque. En 1986 aussi, Richard Müller rencontre Andrei Šeban et ils réalisent l'album "Druhá doba" (Deuxième âge) en 1988 et puis, suivra l'album "Vpred" (Avant), aussi avec Andrei Šeban, en 1990. En 1989 il obtient le prix Lyre d'or de Bratislava.

### Carrière solo
En 1990, Richard Müller commence sa carrière en solo et il fait fureur avec "mega hits tchèques – slovaques", et lui, le Slovaque, chante en tchèque ! Paradoxe de la situation des deux nouveaux pays ! Et "Šťěstí je krásna věc (La chance est une belle chose) des auteurs tchèques Petr Hapka et Michel Horáček en sera le premier méga hits. Richard Müller, il sera le premier chanteur slovaque à obtenir le prix tchèque Supraphon "Disque irisé 1989", avec cette chanson. Son premier album solo "Neuč vtáka lietať (Tu n'apprends pas à voler à l'oiseau) en 1992 et album "33" en 1994, Richard Müller coopère avec Heinrich Leško (instrumentiste, compositeur, arrangeur), mais aussi avec le compositeur et parolier Jaro Filip, qui depuis plusieurs années est son producteur et il crée aussi trois albums dont "L.S.D." en 1996, "Nočná optika (Optique nocturne) en 1998 et l'album "Koniec sveta (La fin du monde) en 1999, et cette même année, c'est la sortie de son premier album de concert live "Müllenium Live". En 2000, c'est l'édition de l'album "tchèque", "Richard Müller a hosté" (Richard Müller et les invités) avec des textes de l'auteur Michel Horáček. En 2001, c'est l'édition de l'album "01" où Richard Müller coopère avec, comme associé, le producteur Ivan Tásler du groupe I.M.T. Smille. Album "01" recevra beaucoup de prix (album, texte…). En 2002, Richard Müller effectue une tournée de concerts en Tchéquie et en Slovaquie, puis il réalise la compilation CD "Rétro" en 2002, et en 2003 c'est le fameux méga concert "´03 Tour".

### New-York
Richard Müller durant son séjour, de 2002 à 2003, à New York se fait connaître des musiciens américains et avec eux, il enregistre son premier album "Monogamný vzťah" (Liaison monogame) dans le studio Monster Island de New York (édition en 2004), et puis, c'est l'album "44" où Richard Müller coopère avec des musiciens américains mondialement connus comme le batteur Omar Hakim, les basses guitaristes Anthony Jackson et Will Lee, et le guitariste Hiram Bullock. Cette année aussi, il enregistre un double CD "Čo bolo, to bolo" (Qu'est-ce que c'était, c'était) et l'album CD "V.V." aux États-Unis, avec des musiciens de New York City dans le studio de Monster Island: Tom Beckham (aux percussions), Ben "bennyChaCha" Rubin (au vibraphone), à la guitare basse John Bollinger et le guitariste Mike Caffrey. Richard Muller écrit pour la première fois des "textes politiques" comme dans la chanson "Kto by chcel" (Qui voulait...) où il témoigne ouvertement sa vision actuelle du paysage politique.

### Cinema et Télévision
Richard Müller compose des scénarios de film de télévision pour "Dirigent" – "Chef d'orchestre" et des scénarios de programmes musicaux de télévision et évidemment il travaille pour quelques scénarios et est le réalisateur de ses propres programmes de concerts. Il a joué dans quelques programmes de télévision pour STV (télévision slovaque), et il est aussi l'animateur du show "MISS slovaque" et "la ville de Trenčín - la ville de la mode". Il travaille comme présentateur pour le magazine musical OK POP de la Télévision tchèque. Richard Müller coopérera aussi comme compositeurs dans, notamment, des musiques de films et la mise en scène du film ("Kúpeľnový hráč", 1988) et en 1991, avec Andrei Šeban et le parolier Kamil Peteraj, ils travaillent pour le texte de Bertolt Brecht "musical Baal". En 1996, il coopère avec Leško et chante en solo pour le "Malý princ" (Petit prince) selon Saint-Exupéry. En plus, Richard Müller crée son propre programme à Fun Radio et pour Radio Twist et son talk show "Müllerád" en 1999 pour TV Luna, et enfin, son programme de télévision "Promülle" en l'année 2001 pour la TV Slovaque.
Richard Müller, de retour d'Amérique, publie le livre de photographie "L'Amérique" et le reportage "Journal d'américain". Ils reçoit, pour ces livres, les prix de prestiges, le prix tchèque "Publication photo" en 1997 et le prix slovaque "Le plus beau livre en 1997". Il tourne un grand nombre de clips vidéo, notamment  le clip vidéo "Dame au voile" tourné à New York (ces clips ont reçu le prix du concours international de clips vidéo). À la charnière des 20e et 21e siècles s'étalent sur la voie publique les informations sur ses problèmes avec la drogue et son divorce avec la présentatrice de télévision, la populaire Sonia Müller.

### Actualité
Richard Müller annonce officiellement la fin de sa carrière (par une annonce le 3 décembre 2006 à TASR, l'agence de presse slovaque), mais en 2007, il termine un projet de concert avec des musiciens américains et les chansons du regretté Jaro Filip et un projet avec le comique Milan Lasica. Il réalise aussi, "il fait ses adieux", lors du concert tour en Slovaquie. Le chanteur Richard Müller à 45 ans obtient finalement la reconnaissance, comme son père, Vlado Müller, d'acteur connu en Slovaquie.
Richard Müller est devenu une légende slovaque.

## Production

### Discographie - Albums
- 1986 Bioelektrovision (Richard Müller avec "Banquet" réédition Bonton Music 1997)
- 1988 Up the stairs (version anglaise de Bioelektrovision)
- 1989 Druhá doba (Deuxième âge)
- 1990 Vpred ? (Avant)
- 1991 BANKET 1984 -1991 (Banquet de 1984 à 1991)
- 1992 Neuč vtáka lietať (Tu n'apprends pas à voler à l'oiseau) éditions POPRON
- 1994 "33" édition BMG
- 1995 BAAL (auteurs Müller – Šeban – Peteraj) éditions OPUS1989 et 1995
- 1996 Müller et Leško "Malý princ", (Petite prince) en 1996
- 1996 "LSD" édition Polygram Universal Music
- 1998 Nočná optika (Optique nocturne) éditions Polygram Universal Music
- 1999 Müllenium live éditions Universal Music
- 1999 Koniec sveta (La fin du monde) éditions Universal Music
- 2000 Richard Müller a hosté (Richard Müller et les invités) éditions Polygram Universal Music
- 2001 "01" éditions Universal Music
- 2002 Rétro
- 2004 Monogamný vzťah (Liaison monogame) éditions Polygram Universal Music
- 2005 "44"
- 2006 Čo bolo to bolo (Qu'est-ce que c'était, c'était)
- 2006 "V.V."

### Les prix et distinctions
- 1989 Prix "Lyre d'or" au festival musical international Lyre '89 de Bratislava
- 1989 Prix Mélodie '89"
- 1989 Prix Supraphon "Disque irisé" dans la catégorie chanson "Štastie je krásna vec" (La fortune est une belle chose)
- 1992  Prix "AUREL" dans la catégorie audio enregistrement "Neuč vtáka lietať" (Tu n'apprends pas à voler à l'oiseau)
- 1996  Prix "AUREL" dans la catégorie texte (Cigarette pour deux bouffée)
- 1997 "Disque d'or" et "Disque platine" pour album (Investissement émotif) du duo Hapka – Horáček
- 1998  Prix "Disque d'or" pour le CD "Nočná optika" (Optique nocturne) comme meilleure vente et album de l'année 1998
- 1998 Prix "Rossignol d'argent"
- 1998 Prix IFPI" République Slovaque "AUREL" dans les catégories chanteur, chanson, album, production "Nočná optika" (Optique nocturne)
- 1998 Prix disque de l'année 1998 en République tchèque pour album "Nočná optika" (Optique nocturne)
- 1999 Prix de l'Académie musicale slovaque "Grammy" dans la catégorie (interprète, composition, album, production de l'année 1999)
- 1999 Prix "Disque d'or" pour le CD "Müllenium live", et l'album "Koniec sveta" (La fin du monde)
- 1999 Prix de l'Association de protection des auteurs de Slovaquie pour la meilleure interprétation et composition des médias slovaques "Nočná optika" (Optique nocturne)
- 1999 "Grand Prix Radio" dans la catégorie chanteur de l'année
- 1999 Prix "Rossignol d'argent"
- 1999 Prix IFPI République Slovaquie "AUREL" dans la catégorie audio enregistrement Koniec sveta (La fin du monde)
- 2000 Prix "Rossignol de bronze"
- 2000 Prix IFPI de la République Slovaque "AUREL" dans la catégorie chanteur et pour la pochette de l'album "Richard Müller a hosté" (Richard Müller et les invités) et le texte "Tajné milovanie" (Amour caché)
- 2001 Prix "AUREL" dans la catégorie chanteur et album "01", composition "Nahý 2"  (Nu 2), clip vidéo de l'auteur Vlado Struhar pour la chanson "Nahý 2" (Nu 2), l'enregistrement "01" et la production d'Ivan Tásler pour l'album "01".
- 2001 Grand Prix Radio dans les catégories chanteur et chanson populaire
- 2001 Prix "Rossignol de bronze"
- 2002 Grand Prix Radio dans les catégories chanteur, chanson populaire et vainqueur absolu
- 2002 Prix IFPI de la République Slovaque "AUREL" dans la catégorie chanteur et pochette d'album "Rétro"
- 2003 Grand Prix Radio dans les catégories chanteur, chanson populaire
- 2003 Prix "Rossignol d'or" première place au concours de la chanson
- 2004 Prix "Rossignol de bronze"
- 2004 Grand Prix Radio dans la catégorie chanteur populaire
- 2005 Prix "Rossignol d'argent"
- 2005 Prix 2. place dans la catégorie la meilleure vente de disque
- 2006 Prix IFPI de la République Slovaque "AUREL 2005" dans la catégorie du meilleur album "44" et le meilleur clip vidéo (auteur Ondrej Rudavský) pour la chanson "Sneh" (Neige)